# BioShock
『BioShock』（バイオショック）はアメリカのゲーム開発会社、2Kボストン/2Kオーストラリア（現、Irrational Games（イラショナル・ゲームズ））によって開発されたファーストパーソン・シューティングゲーム形式のアクションロールプレイングゲーム。
脚本を担当したのは前身である『System Shock 2』および後継作品『BioShock Infinite』でゲームデザイナーを務めているケン・レヴィン。

## 概要
『バイオショック』は2004年後半から開発が始まった。当時のイラショナル・ゲームズは独立系のゲーム会社だったが、2006年の1月9日、大手ゲーム会社のテイクツー・インタラクティブの傘下に入り会社名も2Kボストン/2Kオーストラリアに変更した（ただし2Kボストンは2010年に再度イラショナル・ゲームズに名前を戻している）。そして、2K Gamesブランドのゲームとして本作を「2007年の早い段階に発売しようと考えている」ことを公表した。
開発者によってこのソフトはイラショナル・ゲームズが過去に開発し1999年に発売されたPC向けのSFものアクションRPG『System Shock 2』（システムショック2）の「実質的な続編」と言われた。なお、ゲームエンジンには改造を施したUnreal Engine2.5を使用したことにより、当時としては高度なグラフィックを実現している。
先にPC版とXbox 360版が発売され、後に新たな難易度や特殊能力、DLCを追加したPlayStation 3版も発売された。
発売からしばらくはPC向けゲームダウンロード販売サービスSteamを利用したダウンロード購入が日本でも可能であったが、数ヵ月後にリージョン規制により購入不可となってしまった。体験版はその後もDL可能であったため、体験版のダウンロードページから「製品を購入する」のボタンを押しても別のページに飛ぶという奇妙な状態となっていた。しかし、発売元であるテイクツー・インタラクティブ日本法人の設立に伴い、それまで日本国内において販売権利を持っていた代理店の権利が消失したことからリージョン規制が解除され、再び日本からの購入が可能になった。
2010年には続編となる『BioShock2』が発売され、2013年には後継作品『BioShock Infinite』も発売された。
2016年9月15日には、改良・高解像度化された本作と続編『2』、『Infinite』を加えた三部作すべてを収録した『バイオショック コレクション』が発売された。本作を『バイオショック リマスター』の単品として購入することもできる。

## ゲームとしての特徴
アクションRPGならぬ“FPS・RPG”（若しくはFPSアドベンチャーゲーム）で、一人用のゲームとして設計されている。
・戦闘だけでなく物語や演出、独特な設定を楽しむ事にも重点を置いている
・鈍器や銃などの武器だけではなく、超能力を使用して戦う
・広大な閉鎖空間を探索しつつ、武器の改造や特殊能力の取得によって自身を強化していく
・各所に落ちている音声テープを拾って再生することで、過去の出来事や人物の内面を知ることができる
・敵がランダムで復活する
・倒した敵の死体を調べるとお金やアイテムを入手できる
・敵には「人間」と「機械」という分類が、攻撃には炎や冷気、電気など特性があり、それらを上手く利用することで有利に戦える
・通貨を使って弾薬や回復薬を購入できる
など、RPGのような特徴が数多く存在するが、これらのゲームとしての基礎設計はイラショナル・ゲームズが過去に手がけた作品『System Shock 2』から継承・改良されたものが多い。
バイオショック独自の要素としては、
・モノクロ映画『メトロポリス』を彷彿とさせるレトロで未来的な造型
・1960年代のアメリカ文化とオーバーテクノロジーが入り混じった海底都市ラプチャーの奇妙かつ独特な舞台設計
・“お使い型のRPGであること”を巧みに利用したシナリオと演出手法
・欧米のRPGの特徴でもある「道徳に従うか背くかを選べる“選択”」
・2007年時点では最高峰と言えるグラフィック
などが挙げられる。
戦闘の面では、単純な射撃の技術だけではなく状況判断の適切さや、使用する武器・特殊能力の選択、そして地の利を考慮した戦略が重要視されているのも特長であり、豊富な武器と能力をプレイヤーの意思で組み合わせて戦う事の出来る自由度の高さもまた魅力となっている。
ゲームレビューサイトIGNの"ここ数年で最も怖いゲーム"では第8位に輝いた。

## ストーリー
プロローグ
1946年11月5日、アンドリュー・ライアンは、大西洋中央部に海底火山を原動力として完全に自立する水中都市を建設し、「ラプチャー」と名付けた。その目的は、宗教や政府による規制を排した自由な環境で、科学者や芸術家、技術者の自由な研究と科学の発展を得ることだった。そのため、ラプチャーは冷戦時代における科学者らの逃げ場であり、自由な生活を送れるユートピアでもあった。
やがてブリジット・テネンバウムという女性科学者によって、「ADAM（アダム）」という未知の物質が発見され、抽出に成功する。それは遺伝子を自由に接合することで、人間に特殊な能力を与えられるという画期的なものだった。しかし、フランク・フォンテインとライアンとの間でラプチャーを巡る権力争いが激化し、ついには内戦が発生する。二大勢力だけでなく、市民も不安に駆られて大量のADAMを摂取するようになるが、その副作用で精神が崩壊し、ラプチャーに築かれた社会は崩壊してしまう。
序盤
1960年、主人公ジャックは大西洋上を飛行する旅客機の機内で、家族の写真や「Would you kindly not open until…（恐縮だが…まで開けないでほしい）」と書かれたプレゼントを見つめていた。その後、何らかの原因により旅客機は大西洋へ墜落し大破、炎上する。
幸運にも生き延びたジャックは近くにあった灯台に泳ぎ着く。そこには球形の潜水艇が用意してあり、それに乗り込んだ彼は荒廃した海底都市ラプチャーへと行き着いてしまう。そこはADAMの過剰摂取で人格が崩壊したスプライサーの巣窟であり、彼は早々にして殺人を目撃する。そして、無線を通じて話しかけてきたアトラスと名乗る男に導かれるまま、狂気に満ちたラプチャーでの戦いが始まった。

## 時代背景
我々の世界とは分岐した、実際には起こらなかった歴史を歩んだもう一つの1960年が舞台となっている。

## 登場人物

### 主人公と支援者
ジャック（Jack） （声優：白熊寛嗣）
本作の主人公。両手首の内側に鎖の刺青がある。飛行機事故によって海中都市「ラプチャー」へと迷い込んでしまう。序盤で自ら注射した#プラスミド（Plasmids）によって、様々な超能力を使えるようになる。アトラスと名乗る男に導かれ、ラプチャーからの脱出を目指す。
その正体は、ライアンを殺害する計画のためにフォンテインらが用意した存在。遺伝子上、ライアンとジャスミン・ジョリーンの息子に当たる。遺伝子改良の結果、1歳の乳児だった時点で体重が26.3kgもあり、19歳の健康体と同等の筋肉組織を持っていたことがスーチョンの音声記録に残っている。また肉体だけでなく精神面でも遺伝子による条件付けが施され、「恐縮だが(Would you kindly)」の言葉を聞くと無条件に相手の言う事に従ってしまう。
アトラス（Atlas）（声優：森川智之）
主人公に最初に連絡してきたラプチャーの住人。正気を失っていない数少ない人間であり、はぐれてしまった妻モイラと息子パトリックを助けるため、主人公に無線で助言をしながら彼を導く。ラプチャー崩壊前は、市民に対し専制的になったライアンに対抗していたレジスタンスの指導者だった。アイルランド訛りがある為、一部の人間には「アイルランド野郎」とも呼ばれる。
実は主人公ジャックに「恐縮だが」というキーワードで、命令を実行させていた首謀者。アトラスの正体は後述の「フランク・フォンテイン」であり、ライアンを倒してラプチャーを我が物とするために、ジャックを呼び戻して操っていた。妻と子に関する話もすべて嘘であり、遺伝子キーによって自爆装置を止めた後はその正体を明らかにした。
ジョニー（Johnny）
アトラスの仲間。彼との会話の内容から正常な精神を保っていたことがうかがえるが、ジャックを潜水球に迎えに行った際にスパイダー・スプライサーに見つかってしまい、命乞いも虚しく殺害されてしまう。
ブリジット・テネンバウム（Brigitte Tenenbaum）（声優：園崎未恵）
遺伝学の女性研究者。第二次世界大戦中はドイツの強制収容所に収容されていたが、ドイツ人医師にその才能を見出され、16歳の若さで人体実験に従事していた。その後、ラプチャーに研究の場を移し、ウミウシの一種からADAMを発見した。さらに、ウミウシを寄生させ多量のADAMを得る手法を編み出しリトルシスターを開発したが、彼女たちの人間らしい振る舞いを見て良心の呵責に目覚める。ライアンだけでなくアトラスとも距離を取っており、主人公に（自身の贖罪も兼ねた）リトルシスターの救済を説く。フォンテインからはドイツ女と呼ばれており、英語版ではドイツ訛りの英語を話すのが特徴。
実はスーチョンと同じくジャックの誕生に関わったうちの一人。終盤では彼にかけられていた暗示を解き、「ロット192」の在り処を教えることでジャックを暗示から完全に解放した。さらにはフォンテインの元へ辿り着くため、ジャックをビッグダディに変えるという奇策を提案する。

### ラプチャーの住人たち
アンドリュー・ライアン（Andrew Ryan）（声優：石塚運昇）
あらゆる国家や宗教の干渉を受けない海底都市・ラプチャーの創設者にして最高権力者。ラプチャー崩壊後も、市販のプラスミドに仕込んだフェロモンと暗示によって、ある程度スプライサーを制御していた。ジャックをCIAかKGBから送り込まれた工作員とみて始末しようとしたが、やがてアトラスの仲間であることに気付く。
終盤、ジャックの正体を知り、自爆装置を起動してラプチャーを道連れにしようとした。そして自分の元に辿り着いたジャックに「人間は選択し、奴隷は従うのみ」と話した上で、持っていたパターを渡し、「恐縮だ」と言いながら自分を殺すよう命じる。
個々人が制約無しに己の利益と欲望を追求することで社会が健全に発展していくという独自の経済思想を持ち、それを「グレートチェーン」と呼んで市民に説いている。一方で、利他主義を「諸悪の根源」と表現するほど嫌悪し、社会主義や共産主義などの思想を持つ地上の人間を寄生虫と呼ぶ。だが、その理想もアトラスとの内戦という現実問題に直面して屈折し、結局は自身が嫌っていた独裁者のように成り下がってしまう。
スタインマン（Doctor J.S. Steinman）
「メディカル・パビリオン」を運営している整形外科医。ADAMを用いて女神アフロディーテのような理想の美女を作り出すべく、本人の意志を無視して女性患者たちに悲惨な整形手術をしている。彼が所有するメディカル・パビリオンの鍵を手に入れるため、最初のボスとして戦うことになる。戦闘時はレドヘッド・スプライサーとしてマシンガンを撃ってくる。
ピーチ・ウィルキンス（Peach Wilkins）
「ネプチューン・バウンティ」の密輸業者。老人らしいが溶接マスクを着けている。アトラスには協力しているが、信用はしていない。フランク・フォンテインとかつて取引していたが、ライアンに密告すると脅された挙げ句、そのフォンテインを警察に密告しようと考えた仲間のサミーGが翌日袋詰めの死体となって発見された過去がある。そのせいか、死んだはずのフォンテインに対する恐怖と、そこからくるジャックへの不信感を抱いている。戦闘の際にはニトロ・スプライサーとして襲いかかってくる。
ジュリー・ラングフォード（Julie Langford）
植林区域「アルカディア」の女性管理者。アトラス曰く、「ライアンの女で、はした金のために汚い仕事をするような奴」。地上では25年もの間、木を枯らす方法を研究していたが、ラプチャーに来てからは植物を蘇生させる物質“ラザロベクター”の研究を行うようになった。
ジャックと接触したことをライアンに気付かれ、ラザロベクターの独占権に関する契約違反を理由に、毒ガスで殺されてしまう。しかし、死の間際に金庫のパスコードを窓ガラスに書き遺し、ジャックにベクターの作成方法を託した。
サンダー・コーエン（Sander Cohen）（声優：麦人）
「フォート・フロリック」の管理者。白く塗った顔と口ひげ、黒のスーツが特徴。アトラスが見てきた犯罪者の中でも、「本当の狂人」と表現するほどの歪んだ芸術家思想を持つ。自身の芸術作品を完成させる為ならその「資材」として殺人すら厭わない。ふとした事からジャックに興味を持ち、自身の最高傑作を完成させるため彼を利用することになる。ストーリー上は戦う必要はないが、作品完成後に攻撃するか、自宅で踊る男女を邪魔すると敵対状態になり、フーディーニ・スプライサーとして襲いかかってくる。
イ・スーチョン/易蘇崇（Yi Suchong）（声優：小形満）
ラプチャーに住む科学者の一人。眼鏡をかけたヒステリックな男。大の子供嫌いだが、プラスミドやリトルシスター、ビッグダディの研究・開発を行っていた。物語開始よりも前、リトルシスターにビッグダディを保護者と認識させる実験の最中、カッとなってリトルシスターを殴った事が原因でビッグダディに殺害されてしまう。そのため、マーキュリー・スイートの彼のクリニックには、最後のやり取りが録音されたダイアリーと、ドリルに背中を貫かれた彼の死体がある。また、日本版では変人じみた喋り方だが、オリジナルの北米版ではアジア系という設定の為か、やや不自然な英語で喋る。
ダイアン・マクリントック（Diane McClintock）
かつてライアンの恋人だった女性。大晦日にレストラン・カシミールでテロの被害に会ったことをきっかけに彼に愛想を尽かし、最終的にはアトラスのレジスタンスの一員となった。各所に落ちているダイアリーには彼女の心境の変化が記録されている。アトラスに心酔して彼のために戦っていたある日、戦果を報告しようと彼のオフィスに入ったが、折り悪くそれはフォンテインとしての本心をアトラスが録音していたところだった。慌てて取り繕ったアトラスだったが、彼女が正体に気づいた危険性を排除するためか、マクリントックの始末を暗示する言葉を口にしたところでダイアリーは終わる。
ジャスミン・ジョリーン（Jasmine Jolene）
フォート・フロリックにある「EVEの庭」のダンサー。ライアンの愛人であり、ジャックの母親に当たる。フォンテインの計画を知らなかったためか、テネンバウムから「ライアンと関係を持った後の卵子」の購入を持ちかけられ、お金のために応じてしまう。そのことがライアンに露見することも、彼が激怒するであろうことも予想していたが、実際にはライアンの手で殺されるという最悪の結末を迎えてしまった。その遺体は店の奥にある寝室のベッドに横たわっている。
フランク・フォンテイン（Frank Fontaine）
ラプチャーの実業家にして密輸業者。人を欺く演技力や商才に長けた野心家であり、「フォンテイン水産」「フォンテイン未来技術社」などを起業し、莫大な財産を築いた。一方で、「フォンテイン救済センター」なる救貧院施設を設立し、「才ある者達が何物にも縛られないラプチャーだが、その結果（才が足りなかったために）何も成し遂げられなかった食い詰めた凡人達」に食と住居を提供して、秘密裏にスプライサーの私兵部隊を結成していた。また、テネンバウムに出資することで、生きたADAM製造工場としてリトルシスターを開発させていた。ラプチャーの支配を目論んでアンドリュー・ライアンと対立し、1958年にライアンが放った襲撃部隊によって死亡したとされているが、それは偽装であり、以降は水面下でアトラスとして暗躍する。
終盤、ジャックを使ってライアンを殺させた後、演技をやめて正体を明らかにし、ジャックをも始末しようとした。テネンバウムが差し向けたリトルシスターによってジャックが逃げ延び、彼にかけていた暗示が彼女によって解かれたことを知ると、もうひとつの「コード・イエロー」を口にして心臓を止めようとした。さらにはジャックを直接襲撃して逃走し、公私を混同しないために控えていたADAMを自身に大量投与することで超人的な肉体に進化する。

## 敵

### スプライサー
ADAMの過剰投与によって精神を蝕まれ、凶暴化した人間の総称。鈎爪や銃、鈍器、爆弾などで武装している。ほぼ全員の理性が崩壊しており凶暴だが、ある種の社会的生活を営む者も存在する。また、多くの個体がヴェネチアン・マスクを思わせる不気味な仮面や、防護マスク等を付けている。ちなみにスプライスは遺伝子の接合を意味する。
サギッシュ・スプライサー（Thuggish Splicer）
序盤から登場するスプライサー。ライフは低め。レンチや鉄パイプで武装しており、ジャックに跳びかかりながら殴ってくる。後半に登場するものは能力が向上している上、一部の者は電気の属性を持っている。
レドヘッド・スプライサー（Leadhead Splicer）
主にピストルやマシンガンで武装したスプライサー。能力もサギッシュよりはやや高めである。
ニトロ・スプライサー（Nitro Splicer）
爆弾を投げつけてくるスプライサー。常に距離を取って戦う。爆弾はテレキネシスで受け止めて投げ返せる他、リサーチカメラで研究する事で不発弾にする確率を上げられる。
スパイダー・スプライサー（Spider Splicer）
身体能力の高いスプライサー。天井に張り付いて移動できる他、連続バク転で素早く後退する。手に持った鉤爪でひっかく攻撃を主体とするが、投げつけてくる場合もある。リサーチカメラでリサーチレベルが上がると、スパイダー・スプライサーの死体から低確率で手に入る心臓を、ファーストエイドの代わりとして使えるようになる。
フーディーニ・スプライサー（Houdini Splicer）
中盤以降登場するスプライサー。火の玉を投げつけるものと冷気を飛ばすものの2種類が存在する。武器ではなく高威力のプラスミドで攻撃してくる上、姿を消しては別の場所から出現する厄介な敵。出現直前は空間が歪み赤い霧が現れるので、それを頼りに位置を探る事ができる。ちなみにアルカディアにはサターナインを自称する、原始的な宗教じみたグループも存在する。名称の由来は奇術師ハリー・フーディーニから。

### リトル・シスターとビッグ・ダディ
リトル・シスター（Little Sister）（声優：清水香里）
汚れたドレスをまとい、注射器を片手にラプチャーを散策する少女。ビッグ・ダディと常に行動を共にしており、黄色く光る目が特徴。正確には敵ではないため、攻撃手段を持たず、倒すこともできないが、そばに近づいたり攻撃したりすると、ビッグ・ダディに助けを求めて声を上げる。ギャザラー（Gatherer）とも呼ばれている。
引き取り手のいない孤児や誘拐してきた子供の体内に特殊なウミウシを寄生させ、精神的に条件付けすることでフォンテイン未来技術社が作り出した、いわば “歩くADAM製造工場” 。スプライサーの死体から採集した血を飲む事によりADAMを回収し、体内で精製することもできる。崩壊したラプチャーにおいて唯一ADAMを作り出せる存在であり、スプライサーから狙われるためビッグダディの護衛が欠かせない。
テネンバウムは「か弱い子供」だと主張し、反対にアトラスは「テネンバウムが創り出した化け物」だと蔑んでいる。ADAMの作用によってほぼ不死身の体となっているが、体内からウミウシが摘出されれば死んでしまう。
プレイヤーは、彼女達からウミウシごとADAMを奪って死なせる「ハーベスト」か、ウミウシを摘出し人間に戻して解放する「レスキュー」かを選択できる。ハーベストを選んだ場合は多量のADAMが手に入るため、後述のギャザラー・ガーデンを介して大幅なパワーアップが見込める。一方でレスキューはADAMの量こそ少ないものの、テネンバウムからの贈り物が手に入るという利点がある。これは攻略上の選択というだけでなく、リトルシスターを解放した数によってエンディングを決定する物語の要素でもある。
ビッグ・ダディ（Big Daddy）
大気圧潜水服のような姿をしたリトル・シスターの護衛役。その報酬として彼女からADAMを分け与えられている。フォンテインが死を偽装して消えた後、リトルシスターの安全を危惧したライアンがライアン・インダストリーズ（Ryan Industries）に作らせた。ロボットのように見えるが、その実体はADAMを投与された上に肉体改造され、装甲と武器を装着された人間である（ピアッシングラウンドで攻撃すれば、潜水ヘルメットに血痕ができる）。
手を出さない限り無害であるが、リトルシスターに近づく者を威嚇し、攻撃された場合は叫び声を上げ、対象を殺害または破壊するまで執拗に攻撃する。なお、リトルシスターからは「ミスター・B（Mr.B）」あるいは「ミスター・バブルス（Mr.Bubbles）」の愛称で呼ばれている。
最終盤では、リトル・シスターに扉を開けさせるため、ジャック自身がビッグ・ダディになる。フェロモンサンプル、ボイスボックス、ボディースーツによって体臭、声、姿が彼らと同じになり、リトル・シスターはジャックをビッグ・ダディと認識するようになる。ちなみに、リトル・シスターはそのフェロモンに引き寄せられるが、テネンバウムやスーチョンの言葉によると相当酷い臭いらしい。
バウンサー（Bouncer）
ドリルを装備した接近戦タイプ。通常バージョン（潜水服が茶色）と能力の高いエリートバージョン（潜水服が紅白）が存在する。
ロージー（Rosie）
リベットガンを装備した遠距離戦タイプ。通常バージョン（潜水服が茶色）と能力の高いエリートバージョン（潜水服が紅白）が存在する。

### セキュリティシステム
ラプチャーには外部からの侵入者を阻むために警備システムが設置されており、崩壊後も作動している。それらは主人公を発見すると攻撃してくるが、ハッキングするか、一定金額を払って「買い占め」ることで主人公の敵（リトルシスターを除く）を攻撃する味方にもできる。通常は赤いランプが灯っているが、味方になった場合は緑色に変わる。一部のトニックは警備システムを欺く効果があるが、ディテクティング（探知）機能があるものはトニック「天然カモフラージュ」を使っても主人公を発見する。
セキュリティカメラ
天井に近い高さの壁面に設置されている監視カメラ。周期的に左右を見回し、主人公を一定時間視認すると警報を鳴らしセキュリティーボットを派遣してくる。その構造上、真下が死角になっている。アトラス曰く、これがライアンの目や耳となっているらしい。
セキュリティーボット
プロペラで宙を飛びながら銃撃してくる機械。基本的にはセキュリティシステムが作動したときに出現するが、たまにスプライサーに制御されている機体もある。
タレット
主人公を視界に捉えるとすぐに攻撃してくる固定砲台のような機械。移動できない代わりにセキュリティーボットより攻撃力が高い。マシンガンを備えたガン・タレット、ロケット弾を撃ってくるロケットグレネード・タレット、火炎放射器を備えたフレーム・タレットの3種類がある。

## 武器
銃は弾の種類に応じて違う効果がある。
レンチ（WRENCH）
物語の最初に手に入る鈍器。パイプレンチがモデル。使用回数制限が無いので障害物や窓を破壊するときにも便利。最初は弱いが、トニックを使うことで大幅に強化出来る。
ピストル（Pistol）
基本的な武器。38口径回転式拳銃。エンフィールドNo.2がモデル。精度が高く、ヘッドショットが狙いやすい。威力は中程度で所持できる弾丸は少なめ。アップグレードは威力強化と装弾数増加（24発装填になり、シリンダーがドラムマガジンに似た大容量弾倉へ換装される）。
- 弾丸：標準的なピストルの弾丸。
- ピアッシングブレット：機械やビッグダディ等の装甲を持つ敵に対して有効。
- アンチパーソネルブレット：人間に対して有効。

マシンガン（Machine Gun）
連射性能の高い武器。命中精度が悪く、ヘッドショットが発生しないという欠点がある。トンプソン・サブマシンガンのシカゴタイプがモデルになっている。アップグレードは威力強化と反動低減。
- マシンガンラウンド：標準的なマシンガンの弾薬。
- ピアッシングラウンド：機械やビッグダディ等の装甲を持つ敵に対して有効。
- アンチパーソネルラウンド：人間に対して有効。

ショットガン（Shotgun）
接近戦でより威力を発揮する武器。装弾数は4発。アップグレードはセミオート化と威力強化。
- バックショット
- エレキショット：電気を帯びた弾丸。機械に対して有効。
- ブラストショット：被弾した敵を燃やす弾薬。床の上の油に着火したり、氷を溶かすこともできる。

グレネードランチャー（Grenade Launcher）
爆発物を発射する、バズーカに似た武器。装填数は6発。威力が高く、広い攻撃範囲を持っているが、至近距離で使用すると自身が爆風によりダメージを受けることがある。アップグレードは威力と攻撃範囲の増加、そして爆風ダメージの無効化（至近距離で使用しても爆風のダメージを受けない）。
- グレネード：敵に着弾するか一定時間経つと爆発する。
- センサーマイン：床だけでなく壁等にも設置可能。一定距離に近づくと爆発する。
- ホーミングロケット：敵を追尾するロケット弾。素早い敵に有効。

ケミカルガン（Chemical Thrower）
化学薬品を撒布する武器。弾薬に相当する3種類の化学薬品がそれぞれ火、氷、雷の性質を持っている。射程が短く、薬品を大量に消費するのが弱点。アップグレードは有効射程の増加と燃費向上。
- ナパーム：炎を連続して放射する。
- ニトロゲン：敵を長時間凍らせる。
- エレキジェル：電気を発射する。

クロスボウ（Crossbow）
ボルトを発射する武器。遠距離からの狙撃に有効で、1発あたりの威力が非常に高いため、本作ではスナイパーライフルの代用品として登場する。ただし、1発ごとに弦を引く時間がかかるため、連射性能は最も低い。ボルトは壊れない限り回収して何度も使うことが可能で、装填数は5発。アップグレードはボルトの耐久力強化と威力強化。
- ステンレスボルト：標準的なボルト。
- ヒートボルト：ステンレスボルトより威力が高い火属性のボルト。高温で赤熱しているようだが、敵に当たっても燃えない。
- トラップボルト：壁に当たると電気を帯びたワイヤーが伸び、触れた相手にダメージを与える罠。

リサーチカメラ（Research Camera）
殺傷用の武器ではなく、撮影することで敵の情報を分析するための道具。研究ポイントを溜めて「リサーチレベル」を上げると、その種類の敵に与えるダメージが増加したり、トニックが手に入る等の様々な恩恵がある。銃の弾薬同様、フィルムの所持数だけ撮影が可能。

## アイテム

### ストック可能なアイテム
ドル
ベンディング・マシンでアイテムを買うための通貨。所持金は4桁まで表示されているが、実際には500ドルまでしか持てない。
ファーストエイド
ライフを一定量回復する。最大9個までストック可能。
EVE注入器
EVEを完全回復にする。最大9個までストック可能。
オートハッカー
ハッキングを無条件で成功させる。一回限りの使い捨てで、最大5個までストック可能。

### 即時回復アイテム
取得と同時にライフやEVEを回復する、ストックできないアイテム。「拾う」ではなく「食べる」「飲む」「適用」「吸う」などのコマンドが表示される。
クリームいっぱいのケーキ、チョコレート、ポテトチップ、包帯
ライフを少量回復する。
コーヒー
EVEを少量回復する。
スタミナバー
ライフとEVEを少量回復する。
酒類（オールドハービンガー・ビール、ワイン、スコッチ、ウォッカ、ウィスキー、高級[[ジン]]、アブサン）
ライフを少量回復させる代わりに、EVEが少し減少する。一度に多く飲むと酔っぱらってしまい、一定時間視界が歪む。
タバコ
EVEが少し回復する代わりに、ライフが少し減少する。

### 素材
クラフトステーションで弾薬を作成するためのアイテム。
蒸留水、電池、弾薬外筒、灯油、鉄ネジ、ゴムのホース、真ちゅう管、ノリ

## プラスミド（Plasmids）
本作に登場する超能力のような力の名称。EVEを消耗することで、攻撃や補助など特殊な能力を発動できる。なお、本来プラスミドとは細胞内に存在する「染色体以外のDNA分子」の総称である（プラスミドは遺伝子組み換えに多く用いられている）。
また、EVE残量が1回の使用量に達していなくても使用でき、残りわずかな状態でビッグダディ催眠やエレクトロボルトを使っても効果は減少しない。
※（）内は北米オリジナル版の名前
エレクトロボルト（Electro Bolt）
最初に手に入るプラスミドで、電気を発射する。水たまりの上にいる敵に使用するとより効果的なダメージを与える。敵を感電させたり、故障した開閉装置を動作させることが可能。レベル3まで存在し、高レベルのものほど痺れる時間が長い。有用な反面、EVE消費量が多く、単独での攻撃力が低いのが難点。
インフェルノ（Incinerate!）
指を鳴らすように擦りあわせて炎を出し、狙った場所を発火させる。敵を直接燃やすだけでなく、油や布、ガスボンベに引火させたり、氷を溶かしたりできる。燃えている敵は水に飛び込む行動を取る場合もある。レベル3まで存在し、3になると青い炎へと変わる。
テレキネシス（Telekinesis）
物体を手元に引き寄せ、勢いよく飛ばす。敵が投擲・発射した爆発物を投げ返すこともできる。EVEの使用量が非常に低い上、応用が利きやすく使い勝手が良い。ちなみに、爆発物は掴んでいる限り爆発しない。
ウィンターブラスト（Winter Blast）
冷気を敵に投げつけ一定時間凍らせる。凍った敵は溶ける前に一定以上の攻撃を加えると粉々に砕けるが、その場合は死体が無くなるため、ドルやアイテムを得られなくなる。また、エレクトロボルトと同じく機械の動作を停止させられる。
ホーネット（Insect Swarm）
腕から蜂の大群を発生させ、敵の動きを妨げる。レベル3まで存在する。複数の敵に有効。スプライサーに強い反面、機械やビッグダディには効果がない。
エンレイジ（Enrage!）
同士討ちを誘う赤いボールを投げる。それを当てられた敵は突然怒りの感情が沸き上がり、一番近くにいる対象を攻撃する。
ビッグダディ催眠（Hypnotize Big Daddy）
ビッグダディに当てると一定時間その個体の保護を受けられる緑色のボールを投げる。レベル2まで存在し、催眠の有効時間が長くなる。
ただし、EVEの消費量が全プラスミド中最高であることに加え、一定時間が経てば催眠が解けてしまうので、使用する際には工夫を要する。
セキュリティビーコン（Security Bullseye）
青いボールを投げて液体を飛び散らせ、マーキングした敵をセキュリティシステムに攻撃させる能力。
ターゲットダミー（Target Dummy）
うろたえる人間の幻を出現させ、敵の攻撃をそちらに向けさせる。セキュリティシステムやビッグダディに対しても有効。
サイクロントラップ（Cyclone Trap）
地面に空気の渦を置き、踏んだ敵を上空に吹き飛ばす設置型の能力。レベル2まで存在する。
ソニックブーム（Sonic Boom）
範囲内の敵を吹き飛ばし、さらに一定時間行動不能にする。レベル2まで存在する。XBOX 360日本語版では使用不可。

## トニック
プラスミドとは異なるもうひとつの特殊能力。RPGの魔法・アクティブスキルに該当するプラスミドと違い、装備中の能力向上や条件下での効果発動など、パッシブスキルに近い。
トニックにもレベル（最大3段階）があるが、プラスミドとは違い、同名の上位トニックを入手しても下位のものが消えることはない。従って、同系統のトニックを複数装備することで、その効果を更に向上させることができる。

### フィジカルトニック
主に身体能力を向上させるトニック。
ブラッドラスト
レンチでダメージを与えた時にライフとEVE両方が回復するようになる。
大酒飲み
酒類を飲んだ時にEVEも回復するようになる。
EVEリンク
ファーストエイドを使用した時にEVEも回復するようになる。レベル2まで存在する。
追加栄養
食品類および包帯を入手した際のライフ回復量が増加する。レベル3まで存在する。
ハッキング大満足
ハッキングに成功した時、ライフが回復する。レベル3まで存在する。
医療専門家
ファーストエイド使用時のライフ回復量が増加する。レベル3まで存在する。
天然カモフラージュ（Natural Camouflage）
一定時間静止していると姿が半透明になり、敵に見つかりにくくなる。ただし、自動警備システムには効果がない。
セキュリティ回避
セキュリティカメラやタレットに見つかった場合、それらの作動開始までの時間が長くなる。レベル2まで存在する。
運動能力
移動速度とレンチの攻撃速度が上昇する。レベル2まで存在する。
たかり屋
敵の死体や箱などにあるアイテムが気に入らない場合、中身をランダムで変更できる能力。なにもない状態からアイテムが見つかることもあれば、アイテムが全て消滅することもある。

### エンジニアトニック
主にハッキングや発明を有利にしてくれるトニック。
警報専門家
ハッキング時、警報パネルが減少する。レベル2まで存在する。
才気ある発明
アイテムや弾薬の発明時、必要になる材料を各1個ずつ減らす（0個にはならない）。
ハッキング集中
ハッキング時、オーバーロードパネルが減少する。レベル2まで存在する。
エキスパートハック
ハッキング時、警報パネルとオーバーロードパネルの両方を減らす。レベル2まで存在する。
発明の才能
発明時、出てくるアイテムが2倍になる。
金庫破り
金庫やダイヤル錠をハッキングする際、警報やオーバーロードパネル等を減少させる。レベル2まで存在する。
警報短縮
監視カメラに発見されセキュリティシステムが作動した場合、それが終了するまでの時間を短縮する。レベル2まで存在する。
セキュリティ専門家
ボット・タレット・監視カメラのハッキング難易度を低下させる。レベル2まで存在する。
高速ハッカー
ハッキングの際、流れを遅くしタイムリミットを延長させる。レベル2まで存在する。
購入の達人
ベンディング・マシンの販売価格を下げる。レベル2まで存在する。

### コンバットトニック
戦闘能力を高めるトニック。
強化装甲
物理攻撃により受けるダメージが減少する。レベル2まで存在する。
ダメージ研究
リサーチカメラによる研究で得たダメージ増加効果をさらに高める。レベル2まで存在する。
組織帯電
電気攻撃の威力が増加し、敵から受ける電気攻撃によるダメージを減少させる。レベル2まで存在する。
フローズンフィールド
敵から受ける冷気攻撃によるダメージが減少し、さらにレンチでの攻撃時、たまに敵を凍らせる。レベル2まで存在する。
火炎人
火炎攻撃の威力が増加し、敵から受ける炎のダメージを減少させる。さらに、燃えている敵の燃焼速度が上がる。レベル2まで存在する。
静電気放電
敵からダメージを受けた際、自動的に周囲に放電し反撃する。
レンチ使い
レンチによる攻撃のダメージをアップさせる。レベル2まで存在する。
レンチストーカー
レンチ装備時、足音を殺して敵に気づかれにくくなる。さらに、こちらに気づいていない敵に対してダメージが増加する。レベル2まで存在する。
写真家の目
リサーチカメラで敵を撮影したときの研究ポイントが増加する。レベル2まで存在する。
機械壊し
セキュリティボット、各種タレット、セキュリティカメラへのダメージが増加する。レベル2まで存在する。

## ベンディング・マシン（Vending Machine）
アイテムはコンテナや床から拾得するだけではなく、買う事も可能である。また、ライフ回復等の各種サービスも存在する。但し本作の場合は、舞台設定が“秩序の崩壊した都市”である為か、これらのサービスは人間を一切介さず、全て自動販売機で行うという特殊な仕組みになっている。また、ハッキングを行う事で価格を下げたり、そのままでは買えないアイテムを購入可能な状態にできる。
※カッコ内は北米版の名称
バリューサーカス（Circus of Values）
最も一般的な自販機。ピエロの絵と能天気な笑い声が特徴。一般的な銃弾や回復アイテムを購入できる。ハッキング可能。
弾薬販売機（El Ammo Bandito）
西部劇の悪党のような男の絵とスペイン語の音声が特徴。バリューサーカスと違い弾薬のみを販売する。ハッキング可能。
ギャザラーガーデン（Gatherer's Garden）
両脇にあるリトルシスターの人形と少女の声が特徴の、ピンク色の自販機。ADAMと引き換えにプラスミドやトニック、それらをセットする為のスロットを購入できる。ハッキング不可能。
クラフトステーション（U-Invent）
中盤以降に入手可能な材料を使って、弾薬やトニック等を製造できる機械。ハッキングによって必要な素材の数を減らせる。
遺伝子バンク（Gene Bank）
装備するプラスミドやトニックを入れ替える機械。無料であるためかハッキング不可能。入手したプラスミドやトニックが全て保管されている。
ライフステーション（Hearth Station）
お金を払う事でライフを全回復できる、いわばRPGにおける「宿屋」。特徴として、敵も利用可能である為、場合によっては注意が必要。破壊すれば1～3個のファーストエイドが出てくる。ハッキング可能。
パワーステーション（Power to the People）
武器を強化する機械。1台のパワーステーションにつき一回しか強化できないので、慎重に選ぶ必要がある。使用自体は無料だがハッキングは不可能。全部で12箇所あるため、最終的にすべての武器をアップグレードすることは可能である。
セキュリティ解除パネル（Bot Shutdown Panel）
自動警備システムを作動させてしまった場合に使用可能。 20ドル支払う事でアラームを解除できる。警備システムからやや離れた位置にある事が多い。ハッキング不可能。

## ハッキング
ゲーム中では機械類のハッキングが可能で、ハッキングに成功するとプレイヤーに様々な恩恵をもたらす。セキュリティボットやタレット、セキュリティカメラはプレイヤーの味方となり、敵発見時に自動的に攻撃を行うようになる。なお、上記3種類はハッキング開始にあたって動きを止める必要があり、電撃で停止させる、もしくは冷気で凍結させるという2種類の手段が存在する。凍結させてからのハッキングだと、液体金属の速度がダウンするのでハッキング難易度が低下するメリットがある。
自販機ではアイテム購入価格を下げられるほか、ハッキングした状態でしか買えない品物が設定されている場合もある。クラフトステーションでは発明時に必要な素材数を減らせる。ライフステーションでは利用料を下げられるうえ、敵が回復しようとしたときにダメージを与えられる。オートハッカーを使用することでハッキングを成功させることも可能である。

### ハッキング時のパネル
パネルを入れ替え、液体金属の流れをゴールに導くミニゲーム。流れがゴール以外の場所で止まると機械がショートしてしまう。「直進パーツ」や90°カーブにより方向転換する「L字型パーツ」のほか、以下の特殊なパネルが存在する。
アクセルパーツ
細身の水道管。区間内の通過速度が上がる。
レジスター
螺旋状の水道管。区間内の通過速度が下がる。
オーバーロード
ショートを起こし、ハッキングが失敗する。液体金属が止まった時よりも受けるダメージが大きく、入れ替えられないパネルなので、流れを迂回させるしかない。
警報パーツ
ハッキング失敗になるうえ、セキュリティシステムが作動してしまう。オーバーロードと同じく入れ替えられないパネル。

## ヴィタチャンバー
主人公が死亡した場合に蘇生してくれる円筒形の装置。本作では死亡時にゲームオーバーにならず、この装置の中から復活してプレイが続行される。ただし終盤の一部区域ではこれがないため、その場合はセーブデータからやりなおすことになる。スーチョンの音声によればライアン以外は蘇生できないようだが、主人公だけはこの装置の中から復活できる。その理由は終盤に明らかになる。

## 用語
ADAM（アダム）
ウミウシの一種から発見された物質。テネンバウムによって偶然発見され、さらに少女をウミウシの宿主とすることで、多量のADAMを生産する方法が確立された。遺伝子を変化させることで人間に超常的な能力をもたらす効果があり、プラスミドとジーントニックの様々な商品が開発された。しかし強い中毒性や外見・精神面への副作用があり、内戦によって乱用された結果ラプチャーの崩壊を招くこととなった。テネンバウムの発言によれば、「ADAMは良性のガンのように細胞を破壊して不安定な細胞に作り替える作用」があるが、「状態を悪化させないために、さらにADAMが必要になる」とのこと。
フォンテイン未来技術社（Fontaine Futuristics）
フォンテインが経営していた複合企業。フォンテイン水産をはじめ様々な業種を展開しているが、中でもテネンバウムを支援したことで得たADAMの販売で大きな飛躍を成し遂げた。また、ゲーム中に登場するダイアリー用の録音機器"ACCU-VOX"もフォンテイン未来技術社の商品であり、ラプチャーの各所に広告が貼り出されている。フォンテインが死を偽装した後は、ライアンによって接収され「ライアン・インダストリーズ」となった。
ゴースト
プラスミドの副作用により、遺伝子サンプルを通じて他者の記憶が伝達される現象。特定の場所に行くと、眼の前の光景に幽霊のような白い人影が重なって見え、声が聞こえる。ダイアリー同様、過去にそこで起きたことがわかるイベントである。

## ラプチャーの区域
ようこそラプチャーへ (Welcome to Rapture)
灯台から潜水球に乗って辿り着く最初の場所。ライアンへの抗議活動が行われていたのか、発着場の近くにはプラカードが落ちている。1958年大晦日にテロが起きたレストラン・カシミールや、フットライト劇場がある。
メディカル・パビリオン (Medical Pavilion)
医療施設が集中する区域。歯科医院や美容外科医院があるほか、火葬場「永遠の炎（ETERNAL FLAME）」がある。
ネプチューン・バウンティ
海産物の木箱が並ぶラプチャーの漁港。フォンテイン水産の奥は密輸業者のアジトにつながっている。
密輸業者のアジト
フォンテインら密輸に関わっていた者たちの拠点。ここに隠されているというアトラスの妻と子供が乗った潜水艦に辿り着き、ラプチャーから脱出するというのがアトラスから示された当初の目的だった。
アルカディア
ラプチャーに酸素を供給するための森林がある区域。ラングフォードの研究所もある。
ファーマーズマーケット
農産物を売る店が並ぶ区域。ワイナリーや養蜂場もある。
フォート・フロリック
芸術と娯楽、商業の地区。フリートホールという劇場や各種店舗、カジノがある。
ヘファエストス
地熱発電施設がある領域。ラプチャー中央制御室への防水扉は電子錠で守られており、ライアン打倒を試みた者たちをことごとく阻んできた。工房の下層には、それを停止させるための電磁パルス爆弾が未完成のまま隠されている。
ラプチャー中央制御室
ライアンの執務室がある最重要区域。
オリュンポス・ハイツ
テネンバウムの地下拠点がある住宅地。路面電車の線路に沿って進むとマーキュリー・スイートという高級アパートメントがあり、テネンバウムやスーチョン、コーエンの自宅がある。
アポロ広場

ポイント・プロメテウス
ビッグダディやリトル・シスターの製造が行われていた場所。ジャックはフォンテインが逃げた扉を開けるため、ここでビッグダディに変身することになる。リトル・ワンダー教育施設やオプティマム・ユージェニックス、フェイルセーフ・アーマード・エスコート、メンデル記念図書館がある。
試験場（Proving Grounds）
ビッグダディとリトル・シスターを訓練するために使われていた場所。元々は博物館だったらしく、クジラの骨格標本や化石などが展示されている。
フォンテイン
フォンテインとの決戦の場所。試験場の奥からエレベーターで上がったところにある。

## チャレンジルーム
本編のストーリーとは無関係の、独立した3つのマップ。元々はPlayStation 3版限定の追加コンテンツだったが、『バイオショック リマスター』には標準で収録されている。パズル要素とアクション要素どちらかが強い内容に分かれているが、リトル・シスターの救出が目標という点では共通である。
射撃場の謎（The 'I' in Team）
5体のガン・タレットと3体のロケットグレネード・タレットが用意された射撃場があるステージ。武器無しでビッグ・ダディを倒さなければならないため、ターゲットダミーとウィンターブラストを使い、さらにタレットをうまく利用する必要がある。
壊れた観覧車（A Shocking Turn of Events）
観覧車に閉じ込められたリトル・シスターを救出するステージ。彼女の乗っているゴンドラを床に下ろすため「観覧車作動レバー」に電気を6回供給しなければならない。コンバットトニック「静電気放電」とサギッシュ・スプライサーを利用しつつ、電気属性の弾薬を探し回ることになる。
8つの試練（Worlds of Hurt）
怯えて出られなくなったリトル・シスターを助けるため、8つの闘技場へ行き敵を全滅させるステージ。各闘技場をクリアした際にもらえるドルとADAMで弾薬と回復薬、プラスミドとトニックを購入しながら攻略していく戦闘主体のマップ。1、2番目以降は行き先を選ぶことができるため、どの順番で攻略するか、何を購入してどの敵に使うか等、計画性と戦略性が問われる。また邦題とは裏腹に、闘技場をすべて終えた後も最後の戦いがある。